# رامین طاهری
رامین طاهری (متولد ۱ آبان ۱۳۷۳) کشتی‌گیر فرنگی‌کار ایذه‌ای تیم ملی ایران است. 
از افتخارات این کشتی گیر می‌توان به کسب سه مدال طلا مسابقات قهرمانی کشتی آسیا ۲۰۱۷، مسابقات قهرمانی کشتی آسیا ۲۰۱۶، مسابقات قهرمانی کشتی آسیا ۲۰۱۵ اشاره کرد.

## فعالیت حرفه‌ای ورزشی

### قهرمانی آسیا ۲۰۱۵
در وزن ۷۱ کیلوگرم رامین طاهری در دور اول با نتیجه ۸ بر صفر کریشانکانت یاداو از هند را شکست داد. وی در دور دوم مقابل عظمت دامبیروف از قزاقستان با نتیجه ۱۰ بر ۶ پیروز شد و به مرحله نیمه نهایی راه یافت. طاهری در این مرحله رودینگ ژانگ از چین را با نتیجه ۷ بر ۲ شکست داد و فینالیست شد. نماینده جوان کشورمان در دیدار فینال مقابل روسلان تساریف قهرمان آسیا در سال ۲۰۱۴ از قرقیزستان با نتیجه ۲ بر ۲ به برتری دست یافت و قهرمان شد.

### قهرمانی آسیا ۲۰۱۶
رامین طاهری در وزن ۸۰ کیلوگرم توانست با غلبه بر حریفانی از ژاپن قزاقستان و ویتنام به فینال رسید. طاهری در فینال نیز توانست پیروز میدان باشد و با شکست آیشان آیشه از چین نخستین طلای ایران را کسب کند.

### قهرمانی آسیا ۲۰۱۷
رامین طاهری در وزن ۸۰ کیلوگرم پس از استراحت در دور اول در دور دوم با نتیجه ۸ بر صفر سامات شیرداکوف از قرقیزستان را شکست داد. وی در دور بعد و در مرحله نیمه نهایی مقابل دانیل گاجیف دارنده مدال برنز المپیک از قزاقستان با نتیجه ۳ بر یک پیروز و فینالیست شد. طاهری در دیدار نهایی درمصاف با جیون هونگ کیم از کره جنوبی با نتیجه ۳ بر یک به پیروزی رسید و صاحب مدال طلا شد.

### قهرمانی جهان ۲۰۱۹
در وزن ۸۷ کیلوگرم رامین طاهری پس از استراحت در دور نخست، در دور دوم با نتیجه ۲ بر یک زاکاریاس برگ از سوئد را مغلوب کرد وی در دور بعد و در مرحله یک هشتم نهایی با نتیجه ۶ بر صفر از سد اسلام عباس‌اف دارنده مدال نقره اروپا از آذربایجان گذشت و راهی مرحله یک چهارم نهایی شد. طاهری در این مرحله مقابل دنیس کودلا دارنده مدال نقره جهان و برنز المپیک از آلمان در یک کشتی پایاپای و در حالی که داوران بارها کشتی را برای درمان کشتی گیر آلمانی قطع کردند و این کار مانع حملات نماینده کشورمان شد، با نتیجه ۱ بر ۱ شکست خورد و در ادامه با توجه به باخت این حریف آلمانی، طاهری هم از گردونه رقابتها حذف شد.

### قهرمانی جهان ۲۰۲۱
در وزن ۸۷ کیلوگرم رامین طاهری در دور اول با نتیجه ۳ بر ۲ از سد میهایل برادو از مولداوی گذشت وی در دور بعد مقابل تورپال بیسلطانوف از دانمارک با نتیجه ۳ بر ۱ مغلوب شد و با توجه به شکست این کشتی گیر در مرحله نیمه نهایی، طاهری از دور رقابت‌ها کنار رفت.

### بازی‌های همبستگی اسلامی ۲۰۲۱
در وزن ۸۷ کیلوگرم که با حضور ۷ نفر و در دو گروه ۴ و ۳ نفره به صورت دوره‌ای برگزار شد، امین طاهری در دور اول با نتیجه ۸ بر صفر شیحازبردی اولکوف از ترکمنستان را مغلوب کرد. وی در دور بعد با نتیجه ۶ بر صفر از سد  مهمت کوجوک عثمان از ترکیه گذشت. طاهری در دور سوم با نتیجه ۵ بر ۵ مغلوب جالگاسبای بردیموراتوف دارنده مدال برنز جهان و قهرمانی آسیا از ازبکستان شد و بعنوان نفر دوم این گروه به مرحله نیمه نهایی رفت. وی در این دیدار مقابل آتابک عزیزبیکوف دارنده مدال نقره آسیا با نتیجه یک بر یک به پیروزی دست یافت و راهی دیدار فینال شد. طاهری در این دیدار با نتیجه ۱۱ بر ۲ مقابل جالگاسبای بردیموراتوف از ازبکستان شکست خورد و به مدال نقره رسید.